# St George's Cross (metropolitana di Glasgow)
St George's Cross è una stazione dell'unica linea della metropolitana di Glasgow. Prende il nome da un importante incrocio tra due strade principali; inoltre si trova vicino all'autostrada M8.
È stata aperta nel 1896 insieme alla metropolitana e rimodernata negli anni 1977–1980, ma mantiene la configurazione originale con banchina ad isola.

## Interscambi
La stazione è collegata con i seguenti trasporti pubblici:
- fermata autobus urbani

## Servizi
La stazione dispone di:
- biglietteria automatica